# Jože Ilc
Jože Ilc, slovenski pravnik in politik, * 18. marec 1943.
Med letoma 1997 in 2007 je bil član Državnega sveta Republike Slovenije.